# Kman
Kman je splitski gradski kotar. 

## Povijest
Naziv Kmana potječe iz rimskih vremena, i po svoj prilici bio je posjed bogatog Salonitanca Geminianusa. Predio se spominje 1119. kao "Cumano". Od 17. stoljeća uobičajili su se oblici "Kman, Cman, Chman i Achman". Migracijom seoskog stanovništa u periodu od 1965.−1970. razvija se grad Split te niču mnoga nova prigradska naselja, a među njima i Kman. Osnovna škola se počela graditi 15. travnja 1975., a otvorena je 17. rujna 1976. godine.

## Znamenitosti
- crkva Marije Pomoćnice Kršćana
- kapelica sv. Dujma

## Obrazovanje
- Osnovna škola Kman-Kocunar

## Vanjske poveznice
- Gradski kotar Kman na stranicama grada Splita

|  | Portal Hrvatske – Pristup člancima s tematikom o Hrvatskoj. |